# TESEV
Die Türkische Stiftung für wirtschaftliche und soziale Studien, abgekürzt TESEV für "Türkiye Ekonomik ve Sosyal Etüdler Vakfı", ist eine der angesehensten unabhängigen Denkfabriken der Türkei und versteht sich als Brücke zwischen Forschung und Politik. Ihre wirtschaftlichen und sozialwissenschaftlichen Studien zur Lage in der Türkei, wo es zu den umstrittenen gesellschaftlichen Großthemen viele Meinungen aber relativ wenige empirische Untersuchungen gibt, haben schon viele wichtige Beiträge geleistet.
Die Organisation hat ihren Sitz in Istanbul und wurde 1994 als Stiftung gegründet. TESEV sieht sich in der Nachfolge der "Ekonomik ve Sosyal Etüdler Konferans Heyeti" welche 1961 von dem Pharma-Industriellen Nejat Eczacıbaşı gegründet wurde und dessen Nachfolger Bülent Eczacıbaşı von 1993 bis 1997 Gründungsvorsitzender von TESEV war. Von 1997 bis 2015 war Can Paker TESEV-Vorsitzender.
2015 wurde sowohl ein neuer Stiftungsrat gewählt als auch die Mitarbeiterstruktur von TESEV verändert.
Hauptstudienthemen sind Demokratisierung, Good Governance und Außenpolitik. TESEV organisiert gemeinsame Konferenzen und Workshops mit Friedrich-Ebert-Stiftung, Konrad-Adenauer-Stiftung und Heinrich-Böll-Stiftung. TESEV hat 2008 ein Jahresbudget von ungefähr 2 Millionen US $, wovon $400.000 die Soros-Stiftung beiträgt, der Restbetrag kommt aus türkischen Quellen. TESEV hat auch zahlreiche Zuschüsse von World Bank, United Nations Development Programme und anderen Organisationen bekommen.

## Weblink
- www.tesev.org.tr